# Agelasta yonaguni hiroyukii
Agelasta yonaguni hiroyukii es una subespecie de escarabajo longicornio del género Agelasta, categorizada en la tribu Mesosini, de la subfamilia Lamiinae. Fue descrita por Fujita en 2023.

## Descripción
Mide 9,5-19,3 mm de longitud.

## Distribución
Se distribuye por Asia: Japón.